# نظارة مسرح

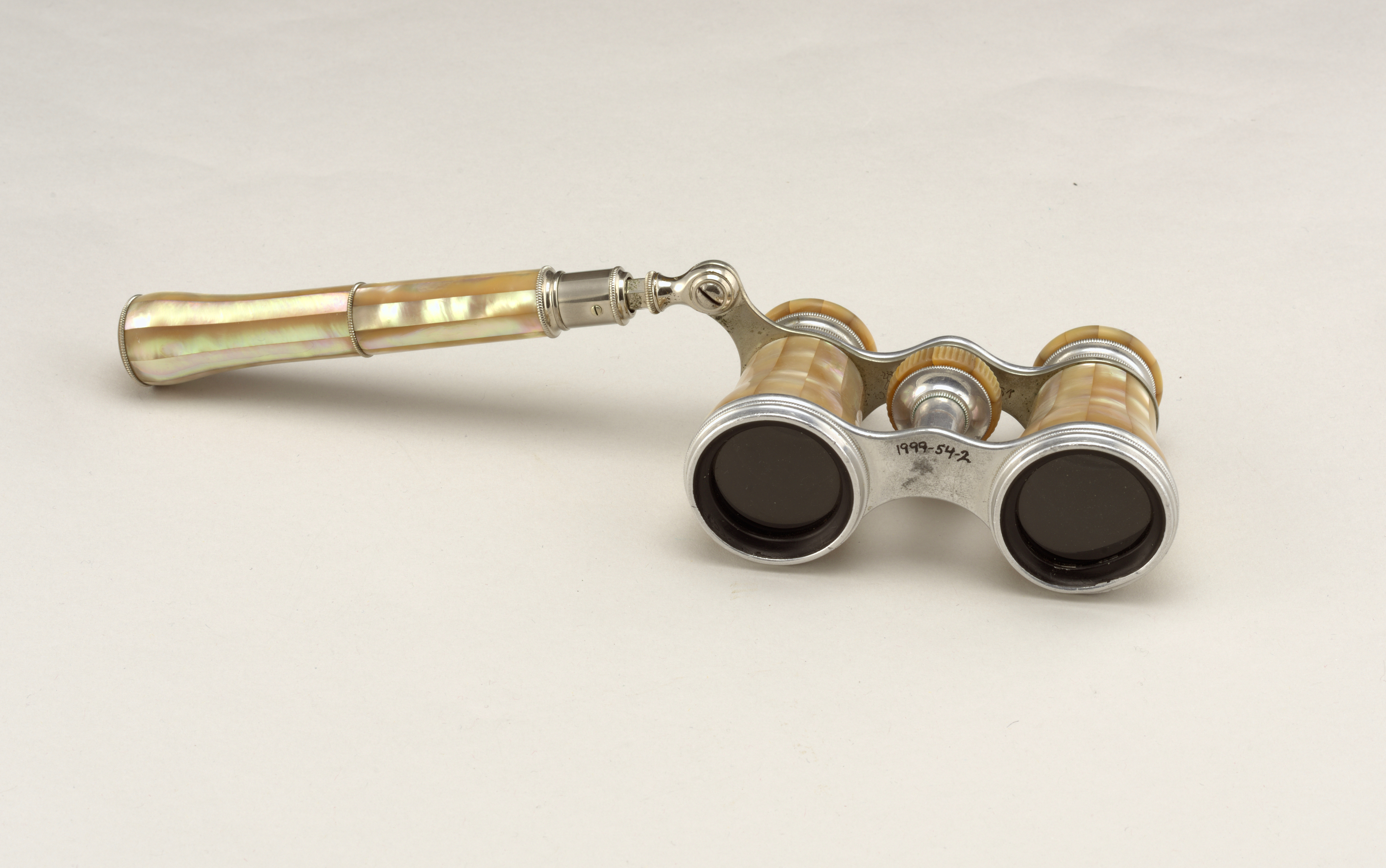
نظارة مسرح بمقبض ، حوالي 1910

نظارة المسرح أو نظارة الأوبرة هي جهاز تكبير بصري مضغوط منخفض الدقة البصرية يستخدم في أحداث الأداء في المسارح والأوبرة. عادة ما تكون قوة التكبير أقل من 5 أضعاف مطلوبة في هذه الظروف لتقليل اهتزاز الصورة والحفاظ على مجال بصر كبير كافٍ.  يوصى عادةً بتكبير بثلاثة أضعاف. يعتمد تصميم العديد من نظارات المسرح الحديثة على النظارات اليدوية الشهيرة في القرن التاسع عشر.